# Andreessen Horowitz
Andreessen Horowitz (також a16z) — американський венчурний фонд заснований двома активними інвесторами в технологічні компанії Кремнієвої Долини — Марком Андрессеном та Беном Горовіцом. Розташований у Кремнієвій Долині у місті Менло-Парк, Каліфорнія. Станом на квітень 2017 року в фонд було інвестовано загалом $5.85 млрд.

## Історія
Венчурний фонд був заснований Марком Андрессеном та Беном Горовіцом в червні 2009 року з початковим капіталом 300 мільйонів доларів. У вересні 2009 року компанія інвестувала 50 мільйонів доларів у Skype за 2 % акцій. Фонд зробив різного рівня інвестиції у Zynga, Digg, Foursquare, Pinterest, Slack та інші інтернет-компанії.
На початку листопада 2010 року компанія оголосила, що привернула ще 650 мільйонів доларів для другого венчурного фонду. Менш ніж за два роки, фірма мала під управлінням в цілому $1,2 млрд в двох фондах. У лютому 2011 року Andreessen Horowitz інвестував 80 мільйонів доларів в «Твіттер», ставши першим венчурним фондом, що володів акціями всіх чотирьох найдорожчих соціальномедійних компаній того часу: Facebook, Groupon, «Твіттер» та Zynga. Серед партнерів фондів були Прінстонський і Єльський університети.
27 березня 2014 року із закриттям четвертого фонду на $1,5 млрд активи під управлінням Andreessen Horowitz зросли до $4 млрд. Два роки потому 10 червня 2016 року Andreessen Horowitz закриває 5 фонд на $1,5 млрд.
У 2020 році компанія залучила $3,2 млрд на стартапи на стадії росту. У 2021 році, фонд залучив $2,2 млрд для інвестування у криптовалютні стартапи, що будуть розподілені на стартапи у сфері біотехнологій та медицини, стартапи на стадії росту та інші.
7 січня 2022 компанія Бен Горовіц анонсував залучення рекордних $9 млрд для подальших інвестицій у стартапи.

## Значимі інвестиції
- Groupon — IPO в 2011.
- Instagram — поглинута Facebook в 2012 році. Інвестувавши всього 250 тисяч, фонд отримав майже 78 млн доларів прибутку від поглинання.[11]
- Skype — поглинута Microsoft в 2011 році.[12]
- Zynga — IPO в 2011.
- Nicira — поглинута VMware в 2012 році.[9]
- Silver Tail Systems — поглинута Dell EMC в 2012 році.
- Oculus VR — поглинута Facebook в 2014 році.[13]
- Bebop — поглинута Alphabet в 2016 році.[9]